# Futon
 (décembre 2008).
Si vous disposez d'ouvrages ou d'articles de référence ou si vous connaissez des sites web de qualité traitant du thème abordé ici, merci de compléter l'article en donnant les références utiles à sa vérifiabilité et en les liant à la section « Notes et références ».

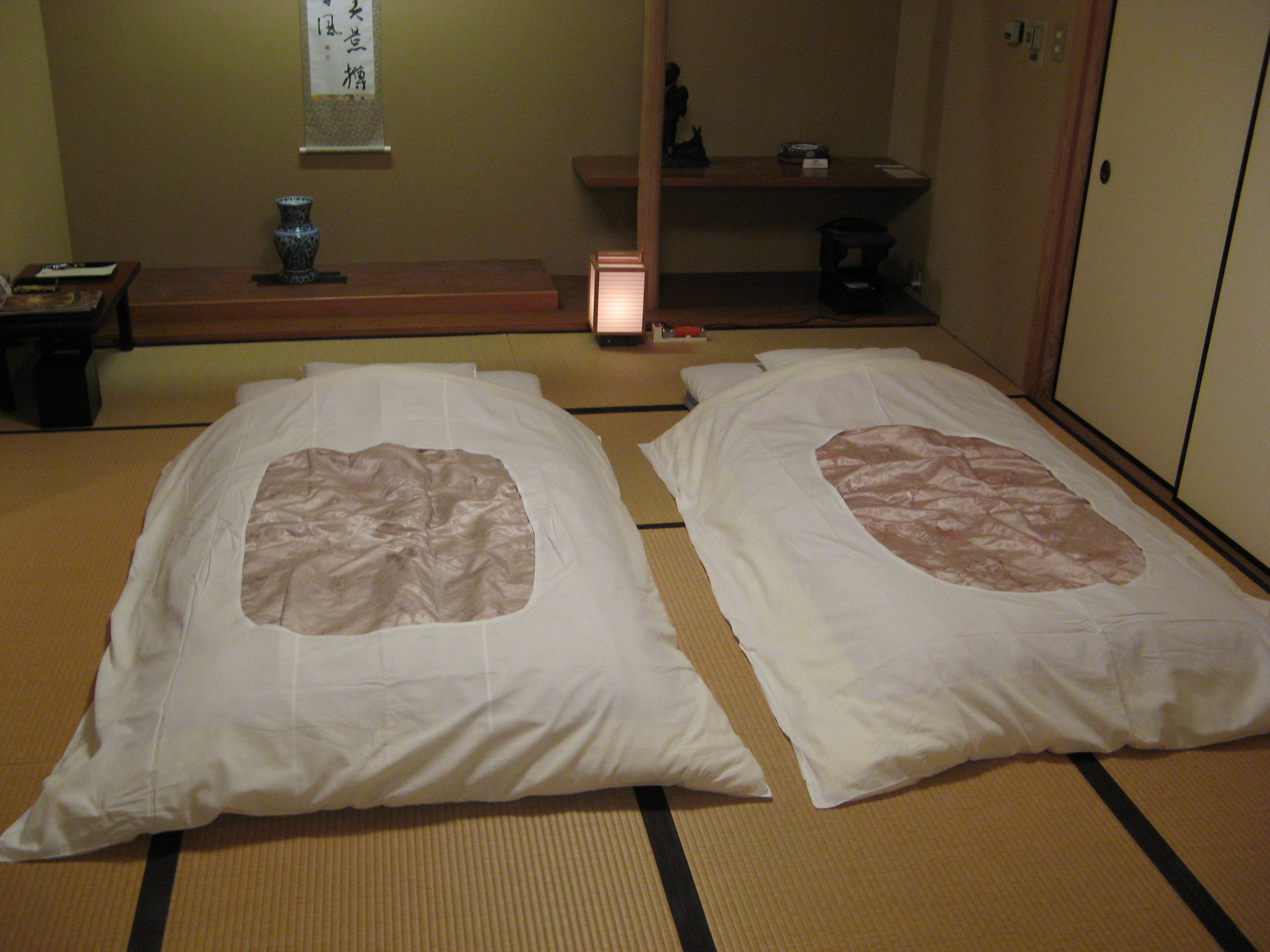
Lit japonais.

Un futon (布団, à l'origine « (tapis) rond de massette ») est une literie qui constitue un lit japonais.
Ils ne sont pas originaires du Japon mais d'Inde puis de Chine et enfin importés au Japon[réf. nécessaire].

## Au Japon
Les matelas japonais sont plats, d'une épaisseur de 5 à 10 cm et recouverts de coton ou de matière synthétique, voire des deux. Ils sont souvent vendus dans un ensemble comprenant un matelas (敷き布団, shikibuton), une couette (掛け布団, kakebuton) et, parfois, un oreiller (枕, makura). Les oreillers sont traditionnellement remplis avec des haricots ou des perles en plastique. On peut utiliser deux shikibuton pour plus de confort, ou un kakebuton ou une couverture (毛布, mōfu) supplémentaire pour avoir plus chaud.
Les futons sont conçus pour être placés sur un sol fait de tatamis dans un washitsu et, pendant la journée, sont traditionnellement rangés dans des placards à portes coulissantes appelés oshiire (押し入れ) pour laisser respirer le tatami et gagner de la place. Ils doivent être régulièrement aérés, surtout si on ne les a pas mis de côté pendant la journée. Il est fortement conseillé de les exposer directement au soleil, en particulier sous un climat très humide comme celui du Japon.
Beaucoup de Japonais utilisent des lits à l'occidentale pour ne pas avoir à déplier leur futon ou shikibuton chaque soir.
Dans les auberges ryokan, le soir, après le repas, les femmes de chambre passent pour retirer la table basse et installer des futons pour la nuit. Les futons peuvent aussi être disposés avant l’arrivée des clients.

## En Occident

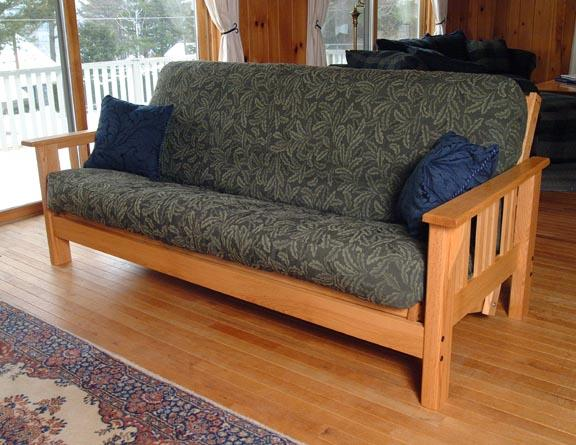
Shikibuton en Occident.

Les shikibutons occidentaux diffèrent de leurs homologues japonais sur plusieurs points. Ils sont habituellement remplis d'une combinaison de mousse et d'ouate en feuille, et sont souvent beaucoup plus épais et plus grands que leurs homologues japonais, ressemblant à un matelas traditionnel par la taille. Ils sont habituellement placés sur une armature configurable pour un double usage (lit et divan) à l'instar d'un clic-clac, et sont une alternative bon marché à un lit ou d'autres meubles. De telle sorte qu'ils sont souvent vendus dans des ensembles qui incluent le matelas et l'armature.